# Bệnh Hailey–Hailey
Bệnh Hailey–Hailey ban đầu được mô tả bởi các anh em Hailey (Hugh Edward và William Howard) vào năm 1939 Đó là một rối loạn di truyền gây ra các vỉ trên da.

## Dấu hiệu và triệu chứng

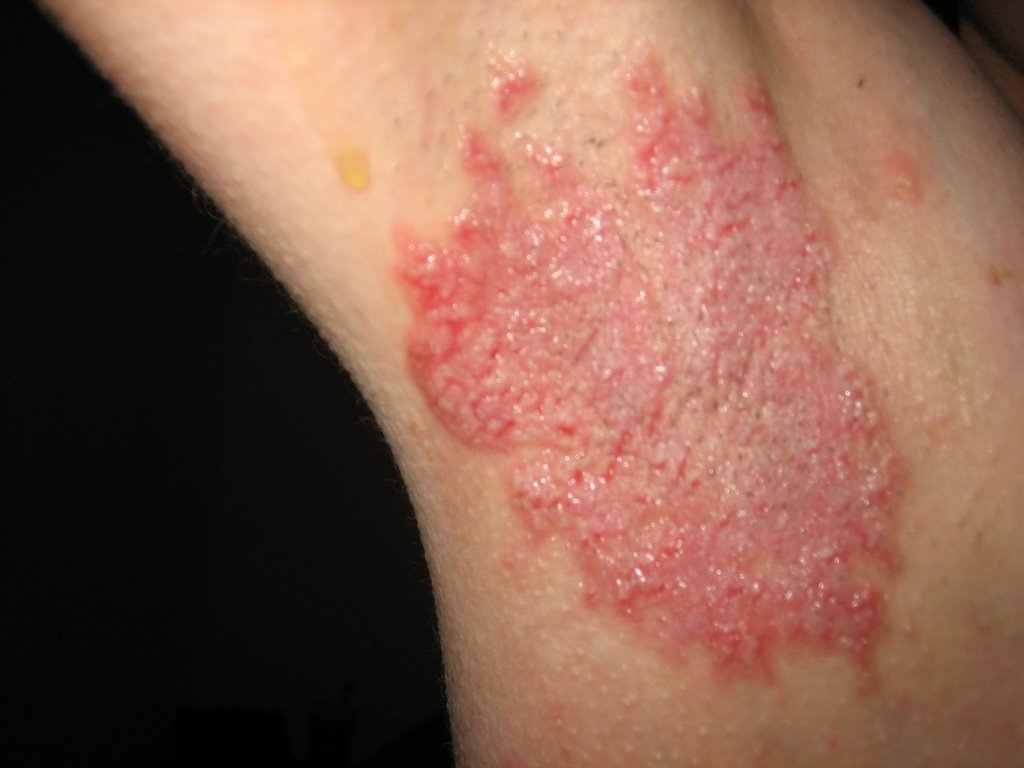
Nách phải có da bị ảnh hưởng trong thời gian bệnh Hailey-Hailey

Nó được đặc trưng bởi sự bùng nổ của phát ban và vỉ trong da, thường là trong nếp gấp da, nhưng cũng thường xuyên trên diện rộng của cơ thể. Các vết rộp đau đứt đoạn và đôi khi trở nên nhợt nhạt và mụn cóc, với những vết mụn mới hình thành trên da thô trong một chu kỳ đôi khi dường như không bao giờ có sự bùng nổ.